# 第43屆坎城影展
第43屆坎城影展於1990年5月10日至5月21日在法國坎城節慶宮舉辦，開幕片為日本導演黑澤明執導的《夢》，閉幕片則為美國導演保羅·許瑞德執導的《迷情殺機》，評審團主席則由義大利導演貝納多·貝托魯奇擔任。

## 評審團
- 貝納多·貝托魯奇：導演。（評審團主席）
- 阿爾克謝·蓋爾曼（俄语：Герман, Алексей Юрьевич）：導演。
- 安杰丽卡·休斯顿：演員。
- 貝特杭·布里葉（法语：Bertrand Blier）：導演。
- 克里斯多夫·漢普頓：劇作家。
- 芬妮·亞當：演員。
- 弗朗索瓦·吉魯（法语：Françoise Giroud）：記者。
- 柴田駿（日语：柴田駿）：電影製作人。
- 米拉·奈兒：導演。
- 斯文·尼科維斯特：攝影。

## 官方單元

### 正式競賽
| 中文片名              | 原文片名                 | 導演            | 製作國                                 |
| --------------------- | ------------------------ | --------------- | -------------------------------------- |
| 《沙漠的囚徒》        | La captive du désert     | 雷蒙·德帕東     | 法國                                   |
| 《來看天堂》          | Come See the Paradise    | 亞倫·帕克       | 美国                                   |
| 《大鼻子情聖》        | Cyrano de Bergerac       | 尚-保羅·拉佩紐  | 法國、 匈牙利                          |
| 《多愁老爸》          | Daddy Nostalgie          | 貝特朗·塔維涅   | 法國                                   |
| 《天倫之旅》          | Stanno tutti bene        | 朱賽貝·托納多雷 | 義大利、 法國                          |
| 《致命檔案》          | Hidden Agenda            | 肯·洛區         | 英国                                   |
| 《審問》              | Przesłuchanie            | 理察·布加斯基   | 波蘭                                   |
| 《菊豆》              | 《菊豆》                 | 張藝謀          | 中国、 日本                            |
| 《禁宮情妓》          | La putain du roi         | 阿賽爾·柯提     | 法國、 義大利、 英国                   |
| 《母親》              | Мать                     | 格列布·潘菲洛夫 | 苏联、 義大利                          |
| 《新浪潮》            | Nouvelle Vague           | 尚盧·高達       | 法國、 瑞士                            |
| 《羅德里·D:沒有將來》 | Rodrigo D: no futuro     | 維多·加維里亞   | 哥伦比亚                               |
| 《死之棘》            | 死の棘                   | 小栗康平        | 日本                                   |
| 《藍調計程車》        | Такси-блюз               | 帕維·龍根       | 苏联                                   |
| 《律法》              | Tilaï                    | 伊德沙·屋德瑞古 | 布吉納法索、 瑞士、 英国、 法國、 德国 |
| 《隔牆有耳》          | Ucho                     | 卡雷爾·卡希納   | 捷克斯洛伐克                           |
| 《黑心獵人》          | White Hunter Black Heart | 克林·伊斯威特   | 美国                                   |
| 《我心狂野》          | Wild at Heart            | 大衛·林區       | 美国                                   |

## 獎項
- 金棕櫚獎：《我心狂野》－ 大衛·林區
- 評審團大獎：
  - 《死之棘（日语：死の棘）》－ 小栗康平
  - 《律法》－ 伊德沙·屋德瑞古（法语：Idrissa Ouedraogo）
- 最佳導演獎：帕維·龍根（俄语：Лунгин, Павел Семёнович） －《藍調計程車（俄语：Такси-блюз）》
- 評審團獎：《致命檔案》－ 肯·洛區
- 最佳男演員獎：傑哈·德巴狄厄 －《大鼻子情聖》
- 最佳女演員獎：克里斯汀娜·楊達（波兰语：Krystyna Janda） －《審問（波兰语：Przesłuchanie (film)）》

### 獨立單位獎項
費比西獎
- 正式競賽單元：《死之棘（日语：死の棘）》－ 小栗康平
- 導演雙週單元：《天鵝湖禁區（俄语：Лебединое озеро. Зона）》－ 尤里·伊利延科
- 特別獎項：曼諾·迪·奧利維拉

## 外部連結
- 第43屆坎城影展
- 第43屆坎城影展（页面存档备份，存于）在網路電影資料庫上的資料。